# Makarivska Buda, Makariv
Makarivska Buda (în ucraineană Макарівська Буда) este un sat în comuna Zabuiannea din raionul Makariv, regiunea Kiev, Ucraina.

## Demografie
Componența lingvistică a localității Makarivska Buda
     Ucraineană (98,44%)
     Rusă (1,56%)
Conform recensământului din 2001, majoritatea populației localității Makarivska Buda era vorbitoare de ucraineană (98,44%), existând în minoritate și vorbitori de rusă (1,56%).